# Psammina palmata
Psammina palmata är en svampart som beskrevs av Earl.-Benn. & D. Hawksw. 2005. Psammina palmata ingår i släktet Psammina, divisionen sporsäcksvampar och riket svampar.   Inga underarter finns listade i Catalogue of Life.